# Munich Kangaroos
Der Munich Kangaroos Football Club e. V. (MKFC), kurz Munich Kangaroos oder nur Munich Roos (deutsch: Münchener Kängurus), ist ein Australian-Rules-Football-Club aus München.

## Geschichte
Die Gründungsidee entstand bereits 1993 bei einem der monatlichen Treffen des Münchener Australisch-Neuseeländischen Stammtischs, bei dem die Abschlussparty der Australian Football League gefeiert wurde. In Folge wurden Regeln ausgearbeitet und beim 10-jährigen Jubiläum des Deutsch-Australischen Stammtischs im Mai 1995 im Löwenbräukeller wurde das Thema konkretisiert. Es wurden zunächst zwei Teams gebildet, die „Munich Whites“ und die „Bayern Blues“ (auch genannt die „Presidents“) und es konnten bis September 1995 die ersten beiden regulären Spiele veranstaltet werden. Man entschied sich für die Farben Weiß und Blau nicht nur wegen der bayerischen Landesfarben, sondern auch in Anlehnung an die blau-weiß gestreiften Trikots der North Melbourne Kangaroos.
Noch im Dezember 1995 wurde in München die German Australian Rules Football Association (GARFA) in der Rechtsform eines eingetragenen Vereins gegründet. Parallel entstanden in Frankfurt am Main die Frankfurt Redbacks, die sich schon im November 1995 als Frankfurt Football Club ins Vereinsregister eintragen ließen. So konnten erste Australian-Football-Spiele auch zwischen dem Münchener und dem Frankfurter Club ausgetragen werden.
1999 ging die GARFA in der gemeinsam gegründeten Australian Football League Germany (AFLG) auf, der sich nach und nach weitere Clubs anschlossen. Meisterschaften gab es in der Liga seit 2003. Die Munich Kangaroos gewannen den Meistertitel 2003, 2005, 2006, 2010 und 2012, belegten sechsmal den zweiten und einmal den ersten Platz in der 16’s-Liga (Stand: 2015). 2015 trat der Club neben der AFLG-16’s-Liga auch in der 9’s-Liga an und holte sich mit 491,9 Punkten den Titel. Nach einem Titelgleichstand mit den Rheinland Lions in der Saison 2015 (beide jeweils 5 Meistertitel in der 16’s-Liga), konnten sich die Kangaroos 2016 erneut den Meistertitel holen.
Cheftrainer und Mitgründer Julien Kann, Sohn des Hawthorn-Hawks-Spielers Brian Kann (* 1933), war nicht nur der Initiator des Münchener Clubs und dessen langjähriger Präsident, sondern auch einer der Initiatoren bei der AFLG-Gründung. Greg Langley, amtierender Präsident und ehemals auch Cheftrainer, ist aktuell auch Manager der ALFG-Bundesliga.

### Weitere Mannschaften
Mittlerweile gibt es München weitere Australian-Football-Mannschaften, die in der sogenannten Bayern League spielen, die 2010 von den ’’Pasing Hawks’’, den Schwabing Saints und den Sendling Blues ins Leben gerufen wurde, die an sich aber aus sogenannten zweiten Mannschaften der Kangaroos gebildet wurden.

### 20-jähriges Jubiläum – OzFest 2015 München

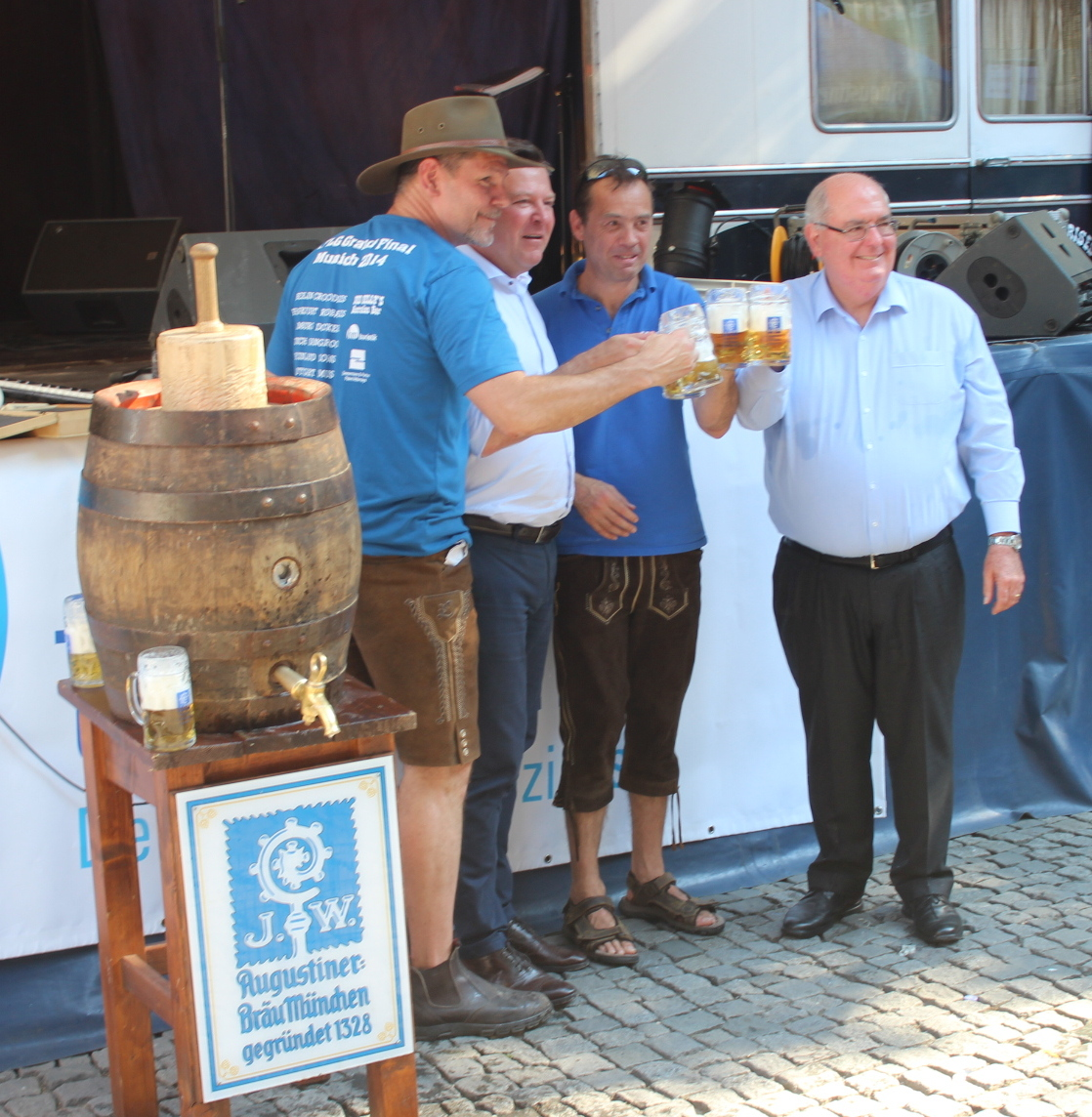
20 Jahre Munich Kangaroos – „OzFest 2015“-Eröffnung am Rindermarkt:
v. l. n. r.: Greg Langley (Präsident der „Roos“), Josef Schmid (Zweiter Bürgermeister), Julien Kann (Cheftrainer) und David Ritchie (australischer Botschafter in Deutschland, der Schweiz und Liechtenstein).

Anlässlich des 20-jährigen Bestehens veranstalteten die Munich Kangaroos im August 2015 auf dem Münchener Rindermarkt das erste Münchener „OzFest“, ein deutsch-australisches „Down-Under“-Openair-Festival, das vom Münchener Kulturreferat und weiteren Sponsoren unterstützt wurde. Dort traten unter anderem die Thunderbirds auf, die durch die Fernsehserie Irgendwie und Sowieso bekannt wurden, in der Bruno Jonas als Postbote namens „Tango“ den Bandleader spielte, und die eng verbunden mit einigen Musikern der Spider Murphy Gang waren, ferner auch die Band The Karl Marx Brothers des Malers und Musikers Timothy James Webb.
Aufgrund des Erfolgs wurde das „OzFest“ vom 5. bis 7. August 2016 wiederveranstaltet.
| Club Song |
| --- |
| We are the Kangaroos, We are the Munich Kangaroos, We’re the team who party hard then play, Whether we’re at home or playing away. We’re the true professionals, No one can match us, Or even catch us, So prepare yourself, you’re playing, Against the Munich Kangaroos! |

## Meisterschaftserfolge
| Jahr | Wettbewerb     |
| ---- | -------------- |
| 2003 | AFLG 16’s-Liga |
| 2004 | AFLG 16’s-Liga |
| 2005 | AFLG 16’s-Liga |
| 2006 | AFLG 16’s-Liga |
| 2007 | AFLG 16’s-Liga |
| 2008 | AFLG 16’s-Liga |
| 2009 | AFLG 16’s-Liga |
| 2010 | AFLG 16’s-Liga |
| 2012 | AFLG 16’s-Liga |
| 2013 | AFLG 16’s-Liga |
| 2014 | AFLG 16’s-Liga |
| 2015 | AFLG 16’s-Liga |
| 2015 | AFLG 9’s-Liga  |
| 2016 | AFLG 16’s-Liga |
| 2017 | AFLG 16’s-Liga |
| 2018 |                |
| 2019 |                |
| 2020 |                |
| 2021 |                |
| 2022 |                |

## Vorstand und Cheftrainer seit 2003
Die Übersicht auf der Vereinswebsite ist noch unvollständig.
| Jahr | Präsident       | Sekretär        | 1. Beisitzer   | 2. Beisitzer    | Schatzmeister   | Frauenmannschaftsvertreterin | Cheftrainer               |
| ---- | --------------- | --------------- | -------------- | --------------- | --------------- | ---------------------------- | ------------------------- |
| 2003 |                 |                 |                |                 |                 |                              | Julien Kann               |
| 2004 |                 |                 |                |                 |                 |                              | Julien Kann               |
| 2005 |                 |                 |                |                 |                 |                              | Julien Kann               |
| 2006 | Craig Freer (†) | Gunther Schmidt |                |                 |                 |                              | Julien Kann               |
| 2007 | Craig Freer (†) | Gunther Schmidt |                |                 | David Mudge     |                              | Julien Kann               |
| 2008 | Julien Kann     | Chris Gerlach   | Tim Horenburg  | Sean Rose       | Matthew Bell    |                              | David Mudge               |
| 2009 | Julien Kann     | Christian Eder  | Tim Horenburg  | Harit Khanna    | David Longworth |                              | David Mudge               |
| 2010 | Julien Kann     | Christian Eder  | Tim Horenburg  | Harit Khanna    | David Longworth |                              | David Mudge               |
| 2011 | Julien Kann     | Christian Eder  | Tim Horenburg  | Sebastian Esche | David Longworth |                              | Greg Langley              |
| 2012 | Julien Kann     | Christian Eder  | Tim Horenburg  | Sebastian Esche | David Longworth |                              | Greg Langley              |
| 2013 | Julien Kann     | Christian Eder  | Tim Horenburg  | Harit Khanna    | Sebastian Esche |                              | Greg Langley, Julien Kann |
| 2014 | Greg Langley    | Christian Eder  | Tim Horenburg  | Harit Khanna    | Sebastian Esche |                              | Julien Kann               |
| 2015 | Greg Langley    | Christian Eder  | Martin Bauer   | Sam Clark       | Sebastian Esche |                              | Julien Kann               |
| 2016 | Greg Langley    | Christian Eder  | Martin Bauer   | Sam Clark       | Sebastian Esche |                              | Julien Kann               |
| 2017 | Chris Pettigrew | Christian Eder  | Martin Bauer   | Sam Clark       | Sebastian Esche |                              | Julien Kann               |
| 2018 | Chris Pettigrew | Ben Louis       | Martin Bauer   | Sam Clark       | Sebastian Esche |                              | Mark Woods                |
| 2019 | Chris Pettigrew | Ben Louis       | Josh Wilson    | Lachlan Scully  | Sebastian Esche | Katka Bakova                 | Mark Woods                |
| 2020 | Chris Pettigrew | Ben Louis       | Josh Wilson    | Lachlan Scully  | Sebastian Esche | Katka Bakova                 | Mark Woods                |
| 2021 | Chris Pettigrew | Brett Neale     | Duncan Crosbie | Lachlan Scully  | Greg Langley    | Katka Bakova                 | James Clarke              |
| 2022 | Chris Pettigrew | Brett Neale     | Duncan Crosbie | Lachlan Scully  | Greg Langley    | Katka Bakova                 | James Clarke              |
| 2023 | Chris Pettigrew | Moritz Remuta   | Duncan Crosbie | Ella Nihill     | Greg Langley    | Katka Bokova                 | James Clarke              |

## Vereinsinterne Ehrungen seit 2003
Der Verein vergibt verschiedene interne Auszeichnung an seine Spieler, Trainer und andere Mitglieder, die sich im Verein verdient gemacht haben.
| Jahr | Club Champion  | Bester und fairster Spieler | Beste Spielverbesserung | Bester Debütant                 | Trainer-Preis         | Bestes Vereinsmitglied   |
| ---- | -------------- | --------------------------- | ----------------------- | ------------------------------- | --------------------- | ------------------------ |
| 2003 | Julien Kann    | –                           | –                       | –                               | –                     | –                        |
| 2004 | Julien Kann    | –                           | –                       | –                               | –                     | –                        |
| 2005 | David Mudge    | –                           | –                       | –                               | –                     | –                        |
| 2006 | David Mudge    | Jack Anderson               | Eric Baker              | Tim Horenburg                   | Chris Gerlach         | Kai Saller               |
| 2007 | David Mudge    | –                           | –                       | –                               | –                     | –                        |
| 2008 | Matthew Bell   | –                           | –                       | –                               | –                     | Christian Eder           |
| 2009 | Mick O’Connell | –                           | –                       | –                               | –                     | Christian Eder           |
| 2010 | Julien Kann    | –                           | –                       | –                               | –                     | –                        |
| 2011 | Luke Heames    | Luke Heames                 | Johannes Enßlin         | –                               | Sebastian Esche       | Nilss Lode               |
| 2012 | Brod Wells     | Brod Wells                  | Justin Carroll          | Brod Wells                      | Sebastian Esche       | Brett Neale              |
| 2013 | Mark Woods     | Mark Woods                  | Rob White               | Niall Donnelly                  | James Lawrence        | Luke Heames              |
| 2014 | Mark Woods     | Neal Harris                 | Rueben Streicher        | Markus Preiss                   | Christian Eder        | Sam Clark                |
| 2015 | Lachie Bell    |                             |                         |                                 |                       |                          |
| 2016 |                |                             |                         |                                 |                       |                          |
| 2017 |                |                             |                         |                                 |                       |                          |
| 2018 | Duncan Crosbie |                             |                         |                                 |                       |                          |
| 2019 | Matt Singelton |                             |                         |                                 |                       |                          |
| 2020 |                |                             |                         |                                 |                       |                          |
| 2021 |                |                             |                         |                                 |                       |                          |
| 2022 | Paul Ransom    | Paul Ransom/Amy Arundale    |                         | James Horsely/Natascha Lohmeyer | Jan Fieger/Ash Coates | Martin Bauer/Kat Baklova |